# Cani himalaiani di montagna

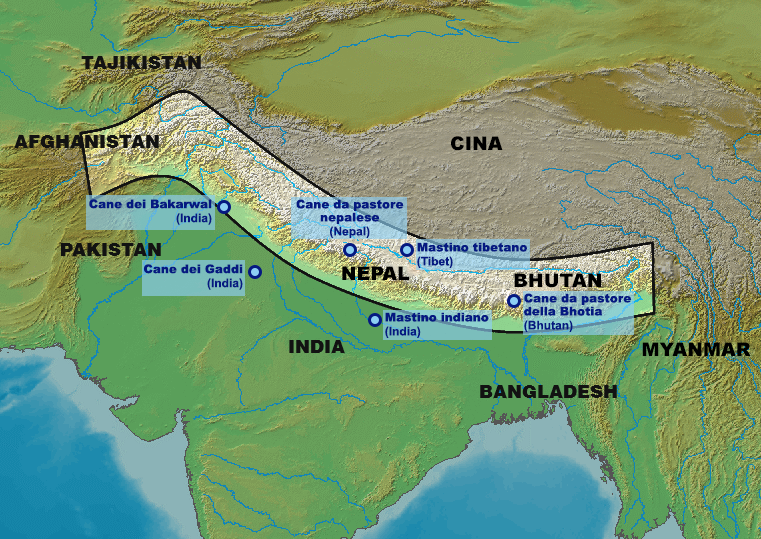
Localizzazione delle razze di cani himalaiani

Nella catena montuosa dell'Himalaya sono presenti diverse razze di cani da pastore e da guardia autoctoni. Ricercatori nel 2015 hanno documentato il fatto che esistono forti prove che i cani siano stati addomesticati in Asia centrale, forse vicino agli odierni Nepal e Mongolia. Il cane è stata una delle prime specie animali addomesticate dall'uomo; originatasi almeno 15.000 anni fa dai lupi grigi eurasiatici.

## Caratteristiche
Altre ricerche dimostrano che la caratteristica unificante tra tutte le cosiddette razze antiche geneticamente distinte è la mancanza di una recente mescolanza con altre razze probabilmente facilitata dall'isolamento geografico e culturale. Inoltre, queste razze antiche geneticamente distinte appaiono tali solo a causa del loro relativo isolamento. 
Tra queste razze antiche si possono identificare in India, Nepal, Tibet e Bhutan, razze che hanno alcune caratteristiche che le accomunano, tra queste una notevole forza fisica e mentale, con una notevole aggressività e intelligenza, oltre ad un cappotto molto folto.
Ricercatori cinesi hanno dimostrato che l'aplotipo EPAS1, conferisce un vantaggio adattativo agli animali che vivono in alta quota.
Questo aplotipo, noto anche come fattore 2alfa inducibile dall'ipossia (HIF-2α), fa parte di un gruppo di fattori di trascrizione coinvolti nella risposta fisiologica alla concentrazione di ossigeno; questo aplotipo è presente con un'alta frequenza nelle razze canine e nei lupi tibetani (Canis lupus chanco). È interessante notare che v'è una significativa convergenza tra uomo e cane in Tibet, ciò utilizzando l'analisi genetica delle due popolazioni.

## Razze censite
Sono censite nelle diverse regioni dell'Himalaya 8 razze:
1. Cane da pastore nepalese (Nepal)[12][13]
2. Nepali Hill Dog (Nepal)[14]
3. Mastino indigeno o cane da guardia himalayana (India)
4. Himachali Gaddi o Segugio leopardo indiano (India)
5. Cane da pastore del Kashmir o Mastino Bakharwal (India)
6. Cane da pastore della Bhotia (Bhutan)[12]
7. Mastino bhutanese o Bjop-khyi o Damchi (Bhutan)[12]
8. Mastino tibetano (Tibet)